# رعنا گرگانی
رعنا گرگانی (انگلیسی: Rana Gorgani؛ زادهٔ ح. ۱۹۸۶،  ۳۹ ساله) رقصنده و بازیگر سابق ایرانی-فرانسوی است. وی از سال ۲۰۰۷ میلادی تاکنون مشغول فعالیت بوده است. او در سنت رقص صوفیانه اجرا می‌کند و یکی از معدود دراویش چرخان زن در جهان است.
گرگانی در آلمان از مادری ایرانی و پدری کرد متولد شد. او در فرانسه بزرگ شد و زندگی می‌کند. او همچنین بازیگری بود که با کنسرواتوار پاریس 20eme اجرا می‌کرد.
در ۲۴ سالگی تصمیم گرفت خود را وقف رقص کند. او «l'Oeil Persan» (به معنی «چشم ایرانی») را تأسیس کرد، اولین گروه رقص در اروپا که در رقص ایرانی تخصص دارد.
در طول دنیاگیری کووید-۱۹، او از طریق کارگاه‌های زوم شروع به آموزش رقص صوفیانه کرد.
گرگانی یکی از حمل‌کنندگان مشعل المپیک پاریس بود.